# Socialistisch Groen Alternatief Zug
Het Socialistisch Groen Alternatief Zug (Duits: Sozialistisch Grüne Alternative Zug) is een links socialistische en ecologische (groene) partij in het kanton Zug en die tevens met één afgevaardigde in de Nationale Raad (tweede kamer federaal parlement) vertegenwoordigt is. De SGA maakt in de Nationale Raad deel uit van de Fraktion Grüne-Alternative die zij samen met de Groene Partij van Zwitserland (GPS) en de Christelijk Sociale Partij van Zwitserland (CSP) vormt.
Het bestuur van de SGA heet het presidium.
De SGA ontstond in 1986 en zet sindsdien in voor een consequent ecologische politiek. Daarnaast zet de partij zich in voor kansarmen en wil de partij dat de kantonnale regering van het kanton Zug en de centrale overheid zich inzetten voor een sociale belastingpolitiek. De partijs is fel gekant tegen het neoliberale regeringsbeleid van de centrale overheid en keert zich tegen het populisme. De partij gaat duidelijk "tegen de stroom in." De SGA hoopt dat er ooit een Zwitserland zonder leger zal zijn. De SGA is voorstander van vrouwenemancipatie.
Bij de verkiezingen van 19 oktober 2003 behaalde de SGA als onderdeel van de Alternative Kanton Zug 0,6% van de stemmen, goed voor één zetel in de Nationale Raad. Bij de parlementsverkiezingen van 21 oktober 2007 verloor de SGA zijn zetel in de Nationale Raad. Josef Lang vertegenwoordigde de Alternative List/SGA van 2003 tot 2007 in de Nationale Raad.
De SGA is met vijf leden vertegenwoordigd in de Kantonsraad van Zug, het kantonsparlement van Zug en met één lid in de Regeringsraad van Zug. In de gemeenteraad van de stad Zug zitten zeven SGA'ers.
De SGA is doorgaans linkser dan de GPS.

## Politiek in Zwitserland
Het regeringsstelsel in Zwitserland is anders ingericht dan in België en Nederland. De regering is er niet op een regeerakkoord van partijen, die een meerderheid vormen in het parlement, gebaseerd, maar op consensus tussen de vier grootste partijen, die in de praktijk samen overigens wel een meerderheid vormen.

## Verkiezingsuitslag Nationale Raad 2003 en 2005[1]
| Zetelverdeling 2003 |
| ------------------- |
| 2003: 1 (0,6%)      |
| 2007: 1 (0,2%)      |

## Websites
- (de)  officiële website

Zwitserse Volkspartij · Sociaaldemocratische Partij van Zwitserland · Vrijzinnig-Democratische Partij.De Liberalen · Het Centrum
Groene Partij van Zwitserland · Groen-Liberale Partij · Burgerlijk-Democratische Partij · Zwitserse Partij van de Arbeid · Christelijk Sociale Partij van Zwitserland · Evangelische Volkspartij · Federaal-Democratische Unie · Lega dei Ticinesi · Zwitserse Democraten · Socialistisch Groen Alternatief Zug · SolidaritéS